# مار سبز (كوه بنج)
مار سبز (بالفارسية: مارسبز) هي قرية تقع في إيران في البلدة المركزية.